# Richard Blank
Nils Richard Blank, tidigare Johansson, född 24 juli 1986 i Eskilstuna, är en svensk tidigare handbollsspelare (mittsexa/försvarare).

## Karriär
Richard Blank debuterade i Elitserien för sin moderklubb säsongen 2004/2005. Han spelade som mittsexa i sin moderklubb Eskilstuna Guif, som han var trogen sedan han började spela handboll 1993. Han spelade kvar i klubben till 2016 och var lagkapten i klubblaget de sista åren. Blank var en ledargestalt i Guifs försvar. Främsta meriter med klubblaget blev två SM-silver med Guif 2009 och 2011.

## Landslagskarriär
Blank spelade 25 U-landskamper, 33 J-landskamper och var med och vann UVM-guld 2007, samt UEM-silver 2006 med ungdomslandslaget.

## Meriter
- Silver vid U20-EM 2006 med Sveriges U21-landslag
- Guld vid U21-VM 2007 med Sveriges U21-landslag
- Två SM-silver (2009 och 2011) med Eskilstuna Guif